# الحليلة
الحليلة أو حزوة كما أطلق عليها بعض المؤرخين هذا الاسم، واحدة من أكبر قرى محافظة الأحساء من حيث المساحة وعدد السكان. تبعد عن مدينة الهفوف قرابة 15 كم. تجاورها من جهة الشمال قريتا الكلابية والمقدام، ومن جهة الشرق قرية القارة ذات الجبل المشهور في الأحساء (جبل قارة). تقع الحليلة على الخط الرئيسي المباشر والمؤدي إلى معظم المعالم السياحية والتراثية في محافظة الأحساء مثل متنزه الأحساء الوطني المشهور بحجز الرمال، وجبل القارة بمغارته الشهيرة في الأحساء، بالإضافة إلى مسجد جواثا الذي أقيمت فيه ثاني صلاة جمعة في الإسلام.

## التسمية
الحليلة (بضم الحاء) تصغير حلة، والحلة لغة: القوم ينزلون وفيهم كثرة. وتسمى سابقاً بـ (حزوة). وكان يمر بها سابقاً نهر «النعيلي الدغيمي وأبو جمل». ذكرها «بول فيدال دو لا بلاش» في كتابه عن واحة الأحساء عام 1952م ضمن مجموعة جواثا.